# باتريشيا م دريان
باتريشيا م دريان (بالإنجليزية: Patricia M. Derian) (و. 1929 – 2016 م)هي ممرضة، وناشطة حقوق الإنسان من الأرجنتين . ولدت في مدينة نيويورك .
توفيت في تشابل هيل، كارولاينا الشمالية .

## التعليم
تعلمت في جامعة فرجينيا.